# Eugen Ekman

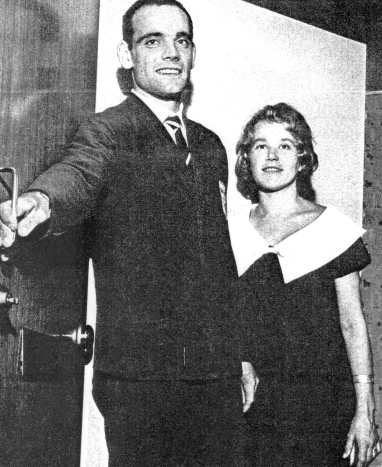
Eugen Ekman mit seiner Ehefrau Marja (1960)

Eugen Oskar Georg Ekman (* 27. Oktober 1937 in Vaasa) ist ein ehemaliger finnischer Turner. 1960 wurde er Olympiasieger am Seitpferd.
Er gewann bei der Europameisterschaft 1959 am Seitpferd Silber hinter Juri Titow aus der Sowjetunion. Bei den Olympischen Spielen 1960 in Rom wurde er mit der Mannschaft Sechster, im Zwölfkampf belegte er Platz 30. Er erreichte aber an seinem besten Gerät das Einzelfinale und gewann Gold zusammen mit Boris Schachlin aus der Sowjetunion, Titow wurde in Rom nur Fünfter. Vier Jahre später in Tokio 1964 belegte er Platz 8 in der Mannschaftswertung und Platz 34 im Zwölfkampf. Nach seiner Karriere war Ekman als Ökonom tätig.